# Edhi Handoko
Edhi Handoko (28 de agosto de 1960 – Bogor, 17 de febrero de 2009) fue un ajedrecista indonesio. Ganó el Campeonato Indonesio de Ajedrez en 1978, 1980, 1984 y 1991. Handoko ganó el título de National Master de 1978, antes de progresar en Maestro FIDE y Maestro Internacional en 1982. De esta manera, se convirtió en el cuarto Gran Maestro indonesio en 1994 con una puntuación Elo de 2520.
En 2003 ganó el torneo máster del Festival de Ajedrez de Japfa en Jakarta. Handoko formó parte del equipo malayo que participó en las Olimpiadas de ajedrez y en el Campeonato Asiático por equipos.
Handoko murió a los 48 años el 17 de febrero de 2009, en el Hospital Cibinong de Bogor, a causa de un infarto de miocardio.